# Griby
Griby (en russe : Грибы, littéralement "Champignons") est un groupe ukrainien de rap fondé en 2016 à Kiev. Il était composé de 4atty alias Tilla, Simptom Onzheon (Симптом НЖН), Youri Bardash (Юрий Бардаш) et Kyivstoner (Киевстонер). Il s'est dissout fin 2017.

## Biographie
Le projet Griby est fondé en 2016 à l'initiative de Youri Bardash. Le 28 avril 2016 sort le premier clip du groupe, Интро ("Intro") sur YouTube, il accumule plus d'un million de vue en moins d'un mois. Après son départ du groupe en 2017, Kyivstoner révèle que le morceau était à l'origine destiné aux Quest Pistols, ancien groupe de Youri, mais que cela s'était avéré trop difficile pour ses membres qui ne pouvaient réciter les paroles.
Le groupe connait à nouveau le succès le 11 septembre 2016 pour son deuxième clip Копы ("Cops") puis le 11 novembre 2016 pour son troisième Велик ("Velik"). Dans la foulée de ce dernier, le groupe sort un premier album Дом на колесах ч.1 (Dom na koliosakh ch. 1, littéralement "Maison sur roues Vol. 1").
Fin novembre - début décembre 2016, le groupe entame une tournée en Ukraine, Russie et Biélorussie. Un deuxième album (le volume 2 du premier) est annoncé pour août-septembre 2017, mais il ne sortira finalement jamais. En février 2017, Kyivstoner annonce son départ du groupe, évoquant un manque d'envie de créer du collectif.
Le 10 mars 2017, un quatrième clip sort : Тает лёд (Tayet Iod, littéralement "La glace fond"). Le succès est à nouveau au rendez-vous mais plus important encore cette fois, dépassant largement les frontières russophones. Il atteint immédiatement la première position du classement Tendances sur YouTube et atteint les 20 millions de vues en deux semaines. En janvier 2021, il totalisait plus de 230 millions de vues, ce qui en fait la vidéo la plus regardée du groupe. En raison de sa popularité, le clip a fait l'objet de nombreux détournements : mèmes, reprises et parodies y compris à la télévision, dans le late-night show russe "Вечерний Ургант" ("Vecherniy Urgant") notamment.
Le 25 août 2017, le producteur Youri Bardash annonce que le groupe arrêterait ses concerts le 31 décembre 2017. Fin novembre, le groupe annule tous les concerts prévus pour la fin d'année, invoquant des raisons techniques. Le groupe annonce finalement sa dissolution fin 2017, évoquant le projet Bambinton (Бамбинтона) de Youri Bardash comme une des raisons.

## Style
Le style musical du groupe peut se définir à l'intersection du hip-hop et de la house  (hip-house, G-House).
Le groupe s'est également fait remarquer pour son refus de contact avec la presse : ils ne donnaient pas d'interviews, ne participaient pas aux séances photos et recherchaient l'anonymat,. Dans les clips vidéo, ses membres se cachent sous des capuches, bobs et cagoules.
Les clips contiennent par ailleurs des sketches interprétés par Kyivstoner prenant le rôle de membres fictifs du collectif.

## Discographie

### Albums
- Дом на колесах ч.1 (Dom na koliosakh ch. 1) (2016)

### Singles
- Интро ("Intro")
- Копы ("Cops")
- Тает лёд (Tayet Iod)

### Clips
- Интро (2016)
- Копы (2016)
- Велик (2016)
- Тает лёд (2017)

## Distinctions
En 2016, lors des Jagermeister Indie Awards, le groupe a remporté le prix du "Single de l'année" avec la chanson Интро.
En 2017, le groupe remporte le prix YUNA de la "Découverte de l'année".
En 2017, ils remportent les RU.TV Awards en Russie dans la catégorie "Meilleur début".
En 2018, le groupe remporte le prix YUNA de la meilleure chanson avec Тает лёд.